# Upplands runinskrifter 94
Upplands runinskrifter 94 är en vikingatida runsten av gråsten vid Sollentuna kyrka, Sollentuna socken och Sollentuna kommun. Runstenen är 1,1 meter bred och 1,80 meter hög. Runhöjden är 4,5-10,5 centimeter. Runstenen var tidigare inmurad i en pelarfot i kyrkan, men togs ut vid en reparation 1902. Stenen ställdes då på kyrkogården. Stenen är skadad nedtill vilket medfört defekter i ristningens början och slut. U 94 står alldeles i närheten av U 95.

## Inskriften
Translitterering av runraden:
--(l)ugi + ok kunar + litu + risa : stin + þina + iftiʀ + kiru + faþur ... ... halbi : hans ant
Normalisering till runsvenska:
[Fu]llugi(?) ok Gunnarr letu ræisa stæin þenna æftiʀ Gæiʀrøð(?), faður ... [Guð] hialpi hans and.
Översättning till nusvenska:
Fullhuge och Gunnar läto resa denna sten efter Gerröd, [sin] fader. Gud hjälpe hans ande.